# Подолец (Вологодский район)
Подолец — деревня в Вологодском районе Вологодской области.
Входит в состав Новленского сельского поселения, с точки зрения административно-территориального деления — в Новленский сельсовет.
Расстояние по автодороге до районного центра Вологды — 66 км, до центра муниципального образования Новленского — 6 км. Ближайшие населённые пункты — Есюнино, Плющево, Олешково, Келебардово, Жуково.
По данным переписи в 2002 году постоянного населения не было.